# Ungoliant turneri
Espèce
Synonymes
- Megalopsalis turneri Marples, 1944

Ungoliant turneri est une espèce d'opilions eupnois de la famille des Neopilionidae.

## Distribution
Cette espèce est endémique de l'île du Sud en Nouvelle-Zélande. Elle se rencontre vers le lac Manapouri.

## Description
La carapace de l'holotype mesure 3,0 mm de long sur 5,0 mm.

## Systématique et taxinomie
Cette espèce a été décrite sous le protonyme Megalopsalis turneri par Taylor en 2025. Elle est placée dans le genre Forsteropsalis par Giribet, Sheridan, Baker, Painting, Holwell, Sirvid et Hormiga en 2021 puis dans le genre Ungoliant par Taylor en 2025.

## Étymologie
Cette espèce est nommée en l'honneur de Francis John Turner.

## Publication originale
- Marples, 1944 : « A new species of harvestman of the genus Megalopsalis. » Transactions and Proceedings of the Royal Society of New Zealand, vol. 73, p. 313–314.